# Escola Secundária Poeta António Aleixo
A Escola Secundária Poeta António Aleixo, originalmente designada de Liceu Nacional de Portimão, é um estabelecimento escolar na cidade de Portimão, na região do Algarve, em Portugal.

## Descrição e história
A escola situa-se na Avenida 25 de Abril, em Portimão.
Foi inaugurada em 13 de Julho de 1965, com o nome de Liceu Nacional de Portimão, numa cerimónia que contou com a presença do Presidente da República, Américo Tomás.
Substituiu um edifício anterior, conhecido como Liceu Municipal de Infante de Sagres, inaugurado em 4 de Fevereiro de 1933, e que se situava na rua Francisco Ferrer, posteriormente renomeada para José Buísel. Este estabelecimento de ensino chegou a ter uma grande importância a nível regional, com uma vasta área de influência que abrangia não só o concelho de Portimão como também os de Silves, Lagoa, Lagos e Vila do Bispo.